# 環境部環境管理署
環境部環境管理署（簡稱環管署）是中華民國環境部的所屬機關，負責督導地方政府環保事項執行、垃圾處理設施（垃圾焚化廠、垃圾衛生掩埋場）、一般廢棄物清除處理、環境衛生、環境執法與土壤及地下水水污染相關業務、督察違反環保法規事件之稽查等現場工作。另設有北、中、南三區環境管理中心。

## 沿革
- 1947年臺灣省政府成立，下設「臺灣省政府衛生處」負責公害防治及環境衛生之改善暨輔導。
- 1955年，增設「臺灣省環境衛生實驗所」。
- 1974年，臺灣省政府建設廳成立「臺灣省政府建設廳水污染防治所」。
- 1983年8月9日，臺灣省政府建設廳水污染防治所與臺灣省環境衛生實驗所合併為「臺灣省政府衛生處環境保護局」。
- 1988年1月15日，臺灣省政府衛生處環境保護局升格為「臺灣省政府環境保護處」。
- 1988年至1991年間，各縣市政府逐步設立「環境保護局」，作為地方環境保護事務的主管機關。
- 1999年7月因台灣省政府功能業務與組織調整，改隸行政院環境保護署，並更名為「行政院環境保護署中部辦公室」。
- 2000年2月2日，經總統公布《土壤及地下水污染整治法》，成立土壤及地下水污染整治基金。
- 2002年3月，改制為「行政院環境保護署環境督察總隊」，下設北、中、南三區督察大隊[1]。
- 2022年1月1日，環保署將一般廢棄物管理、環境衛生管理業務、「向海致敬-海岸清潔維護計畫」、「天災應變」及「防疫防災窗口」等業務移入由環境督察總隊統籌辦理；另外將環境督察總隊北、中、南三區環境督察大隊之組織架構中的區域環境治理、督導地方環保機關執行環保業務及環境犯罪查緝執法納入改制為北、中及南區環境管理中心。[2]
- 2023年5月24日，公布制定環境部環境管理署組織法[3] ，8月22日整併廢棄物管理處（一般廢棄物政策）、土壤及地下水污染整治基金管理會改制升格為「環境部環境管理署」，原資源回收再利用計畫、環境影響評估監督業務分別改由環境部資源循環署、環境部環境保護司負責。

## 歷任首長
臺灣省衛生處環保局局長
臺灣省環保處處長
行政院環保署環督總隊長
1. 張晃彰
2. 陳咸亨
3. 蕭清郎
4. 吳盛忠[4]
5. 李健育

環境部環境管理署署長
1. 顏旭明：2023年8月22日—（原環保署水質保護處處長）

## 組織
- 署長一人，職務列簡任第十三職等
  - 副署長二人，職務列簡任第十二職等
    - 主任秘書，職務列簡任第十一職等

輔助單位
- 秘書室
- 人事室
- 主計室
- 政風室

業務單位
- 綜合規劃組
- 一般廢棄物管理組
- 環境衛生組
- 環境管理組

外派環管中心
- 北區環境管理中心：臺北市中正區衡陽路99號11樓（新生報業廣場大樓）
- 中區環境管理中心：臺中市南屯區黎明路二段497號6樓
- 南區環境管理中心：高雄市鳳山區八德路323號

任務編組
- 土壤及地下水污染整治基金管理會

## 外部連結
- 環境部環境管理署 （页面存档备份，存于）